# Акуре
Аку́ре (англ. Akure) — город в нигерийском штате Ондо.

## Географическое положение
Высота центра НП составляет 381 метр над уровнем моря.

## Демография
Население города по годам:
| 1991    | 2010    |
| ------- | ------- |
| 239 124 | 847 903 |

## Спорт
В городе есть футбольные клубы «Саншайн Старз» и «Райзинг Старз».